# Viburnum acerifolium
Viburnum acerifolium é uma espécie do gênero botânico Viburnum, da família das Adoxaceae
É nativo da região oriental da América do Norte, sudoeste de  Quebec e Ontário, do sul ao norte da Flórida e leste do Texas.
É um arbusto que cresce de 1 a 2 m de altura. As folhas estão disposta em pares opostos com 3 a 5 cm de comprimento e largura, com três a cinco lóbulos, e os lóbulos com bordas serilhadas. As flores são brancas com cinco pétalas pequenas produzindo uma cimeira de 4 a 8 cm de diâmentro.  A fruta é uma drupa de coloração vermelha a roxo com 4 a 8 mm de comprimento.